# John Burke (généalogiste)
Pour les articles homonymes, voir John Burke et Burke.
John Burke, né le 12 novembre 1786 et mort le  27 mars 1848, est un généalogiste irlandais et l'éditeur original de Burke's Peerage.

## Biographie
John Burke est le fils aîné de Peter Burke d'Elm Hall, Tipperary, par sa première épouse, Anne, fille et cohéritière de Matthew Dowdall, M.D., de Mullingar .
Il est le père de Sir Bernard Burke, officier d'armes et généalogiste britannique.
En 1831, Burke publie ce qui devait être le premier d'une série de manuels annuels, intitulé The Official Calendar for 1831, mais la série n'est pas poursuivie. Entre 1833 et 1838, il publie A Genealogical and Heraldic History of the Commoners of Great Britain and Ireland, en quatre volumes; une autre édition est publiée en 1838; et une troisième édition en deux volumes entre 1843 et 1849. Le titre est modifié dans les éditions ultérieures pour devenir A Dictionary of the Landed Gentry et un volume supplémentaire est paraît en 1844, contenant des rectificatifs et un index général. Il est connu dans le langage courant sous le nom de Burke's Landed Gentry.
Burke est également l'auteur de :
- The Portrait Gallery of Distinguished Females, including Beauties of the Courts of George IV and William IV, 2 vols. 1833[4] ;
- A Genealogical and Heraldic History of the Extinct and Dormant Baronetcies of England; 1838 (re-issued 1841 and 1844) ;
- The Knightage of Great Britain and Ireland, 1841 ;
- A General Armory of England, Scotland, and Ireland, 1842 (republished in Bohn's series in 1844 as Burke's Encyclopedia of Heraldry, and by Sir J. B. Burke in an enlarged form in 1878) ;
- Heraldic Illustrations, comprising the Armorial Bearings of all the Principal Families of the Empire, with Pedigrees and Annotations, 1844 (an illuminated supplément appeared in 1851) ;
- The Royal Families of England, Scotland, and Wales, and the Families descended from them, in 5 vols. 1847–51.[3].

## Pour approfondir